# Luke Fitzgerald
Luke Matthew Fitzgerald (Wicklow, 13 settembre 1987) è un ex rugbista a 15 irlandese, internazionale per l'Irlanda, che giocava nel ruolo di tre quarti ala. Ha militato tutta la sua carriera nel Leinster nel Pro12.

## Biografia
Figlio di Des Fitzgerald, pilone che collezionò 34 presenze con l'Irlanda tra il 1984 e il 1992, Luke da giovane iniziò a dedicarsi all'hurling e al calcio gaelico. In seguito optò per il rugby cominciando a ottenere i primi successi nelle competizioni interscolastiche della provincia di Leinster, fino a firmare nel 2006 un contratto professionistico con il Leinster una volta terminata l'esperienza scolastica.
Dopo avere appena debuttato in Celtic League nel settembre 2006, le prestazioni di Luke Fitzgerald furono tali da fargli guadagnare, due mesi più tardi, la convocazione con l'Irlanda e la sua prima presenza a livello internazionale affrontando i Pacific Islanders. Soprannominato "Pivot" per la sua velocità e agilità in campo aperto, la stagione successiva ottenne il suo primo successo a livello di club vincendo la Celtic League 2007-08.
Luke Fitzgerald fu uno dei protagonisti del Grande Slam dell'Irlanda al Sei Nazioni 2009, giocando da titolare in tutte e cinque le partite del torneo e segnando due mete contro l'Italia nella partita vinta 38-9 a Roma. A coronamento di quell'anno arrivò la convocazione con i British and Irish Lions per il loro tour in Sudafrica del 2009, dove Fitzgerald giocò da titolare durante la partita del 27 giugno persa 28-25 contro i padroni di casa degli Springbok.
Fu convocato per disputare la Coppa del Mondo di rugby 2015, dove segnò una meta nella partita dei quarti di finale persa 43-20 contro l'Argentina.

## Palmarès
- Champions Cup: 3
Leinster: 2008-09, 2010-11, 2011-12
- Challenge Cup: 1
Leinster: 2012-13
- Pro12: 3
Leinster: 2007-08, 2012-13, 2013-14